# Porsche 901

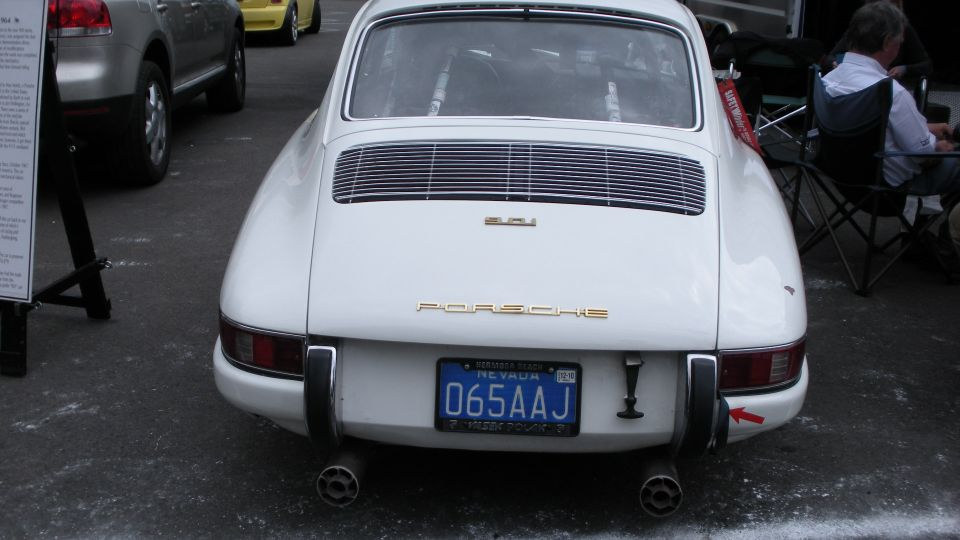
Een van de zeer weinige Porsche 901 die in particuliere handen zijn gekomen, dit exemplaar (dat oorspronkelijk een demonstratie auto was van de fabriek) zou eigendom geweest zijn van Edgar Barth die de auto later gebruikte om te racen

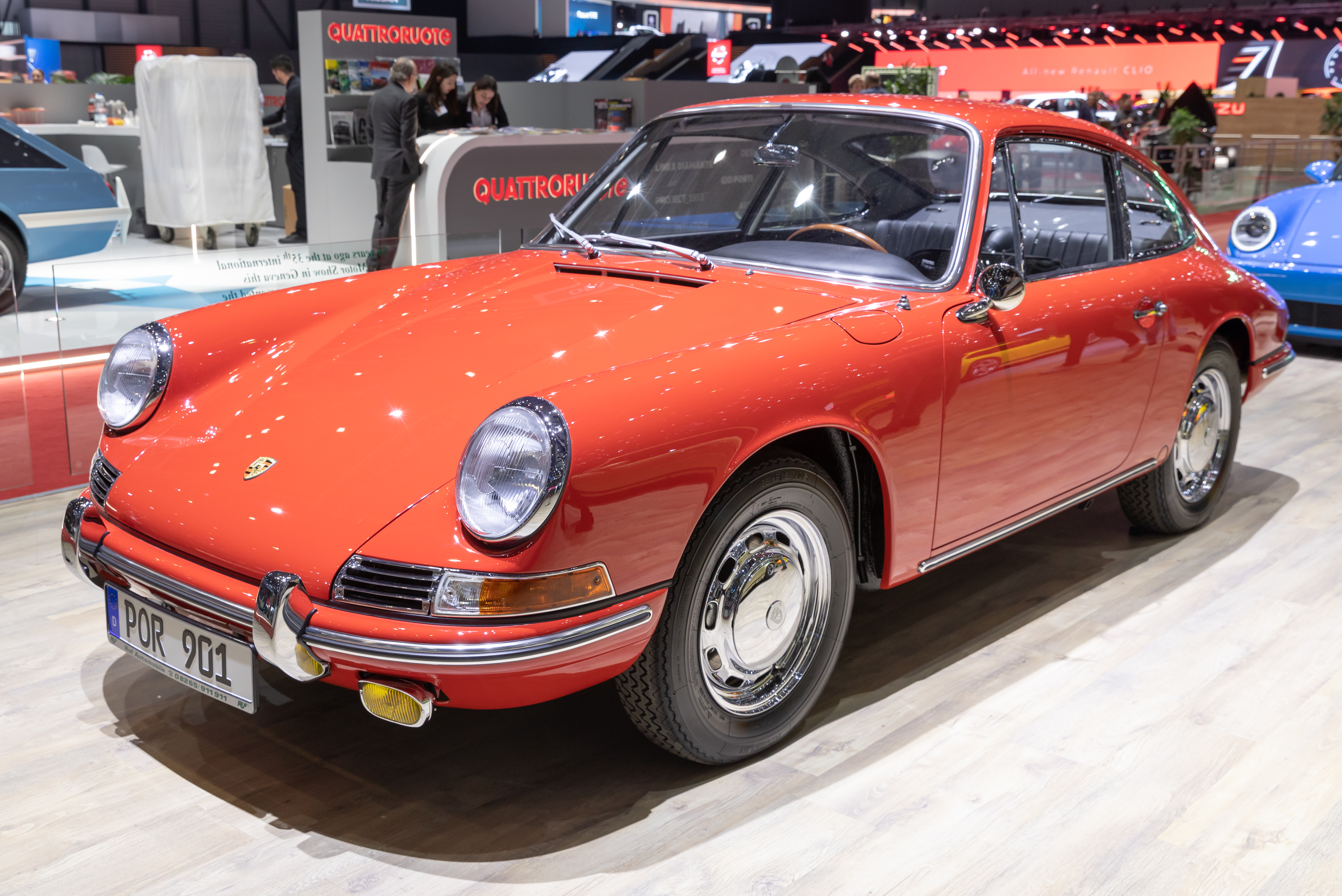
Porsche 901 Gerestaureerd door RUF op het autosalon van Genève in 2019.

De Porsche 901 is een sportwagen van Porsche. Het is de voorloper van de bekende Porsche 911. De 901 werd getekend door Ferdinand "Butzi" Porsche, kleinzoon van Ferdinand Porsche, de oprichter van het merk Porsche. De 901 werd gepresenteerd in oktober 1964 op de Autosalon in Parijs. Tussen 14 september en 16 november 1964 werden er 82 exemplaren van gebouwd.
De 901 was de opvolger van de Porsche 356. De aanduiding "901" werd echter slechts zeer kort gevoerd. Peugeot tekende protest aan omdat het alle modelnamen met een '0' in het midden had geclaimd. Porsche verving de nul daarom door een één, sindsdien is het model bekend als Porsche 911.